# Steveder Kreuzweg
Der Steveder Kreuzweg ist ein 5,1 Hektar großes flächiges Naturdenkmal in der zu Coesfeld gehörenden Bauerschaft Stevede. Das Naturdenkmal ist nach dem Kreuzweg benannt, der durch den Säulenbuchen-Hallenwald am Südhang des Hünsberges führt. Es liegt in unmittelbarer Nähe zum Steveder Friedhof.

## Der Kreuzweg
Ein erster Kreuzweg an dieser Stelle wurde 1880 von der Familie Schulze Hillert gestiftet, die einen landwirtschaftlichen Betrieb in der Nachbarschaft besitzt. Dieser Kreuzweg umfasste die üblichen vierzehn Stationen des Leidens Christi. Die stark verwitterten und beschädigten Stationen wurden 1983 durch moderne Sandsteinbildstöcke ersetzt, die Arbeiten des Rheiner Künstlers Joseph Krautwald sind. Dabei wurde dem Kreuzweg in Stevede als 15. Station die Auferstehung Christi hinzugefügt. An den Stationen vorbei führt ein etwa 220 Meter langer, leicht an- und wieder absteigender Weg durch den Wald, der zwischen der siebten und achten Station einen Knick von etwa 10° aufweist. Die Stationen werden an der dem Weg abgewandten Nordseite von einer inzwischen durchgewachsenen Rotbuchenhecke mit teils skurrilen Formen flankiert.

## Das Naturdenkmal
Der Steveder Kreuzweg mit dem umgebenden Buchenwald wurde durch den am 26. Juni 1985 rechtskräftig gewordenen Landschaftsplan Coesfelder Heide – Flamschen als Naturdenkmal ausgewiesen, um einen „kultisch und landeskulturell besonders wertvollen Landschaftsteil“ zu erhalten.

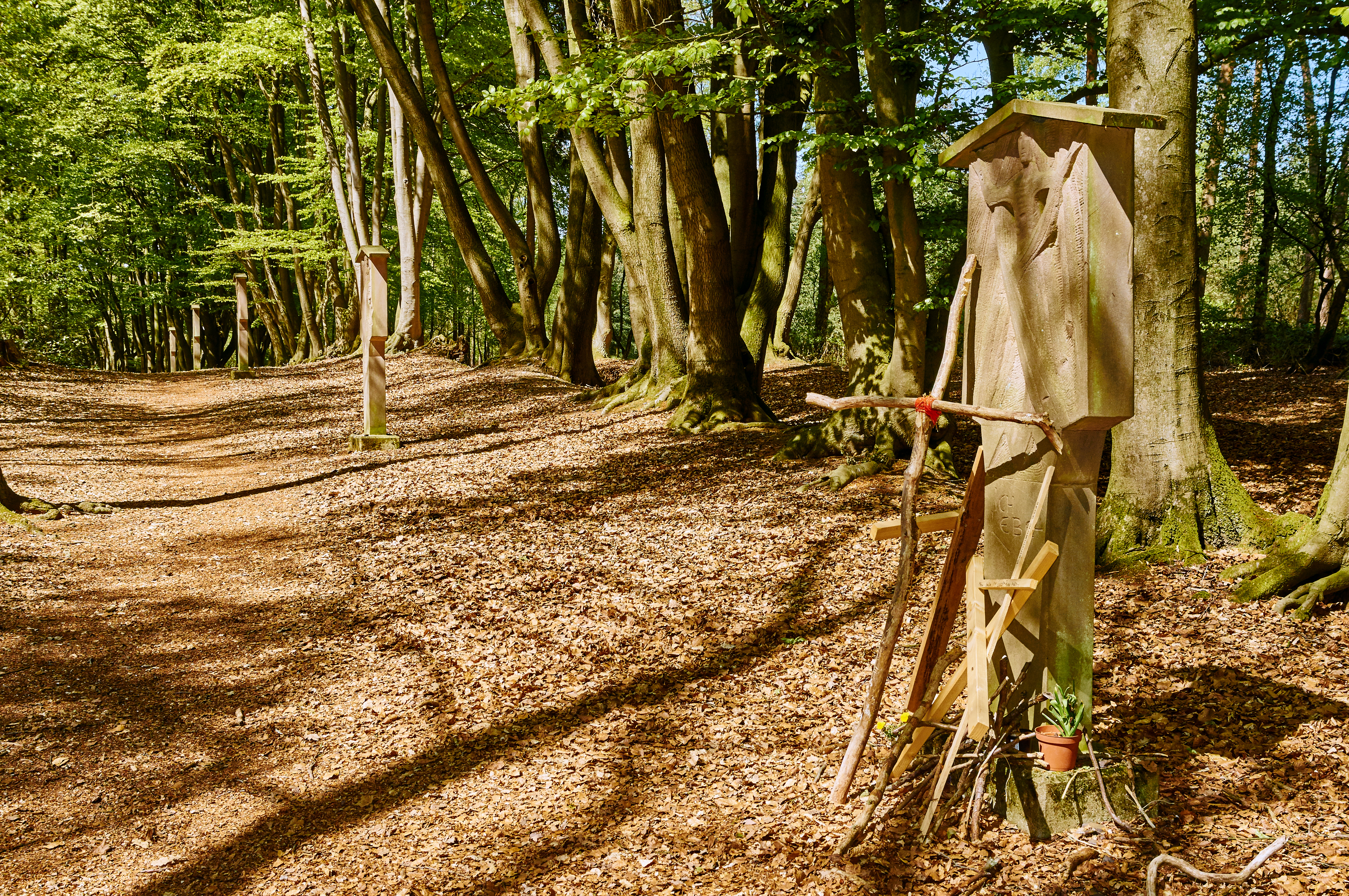
15. Station mit Schmuck der Kommunionkinder
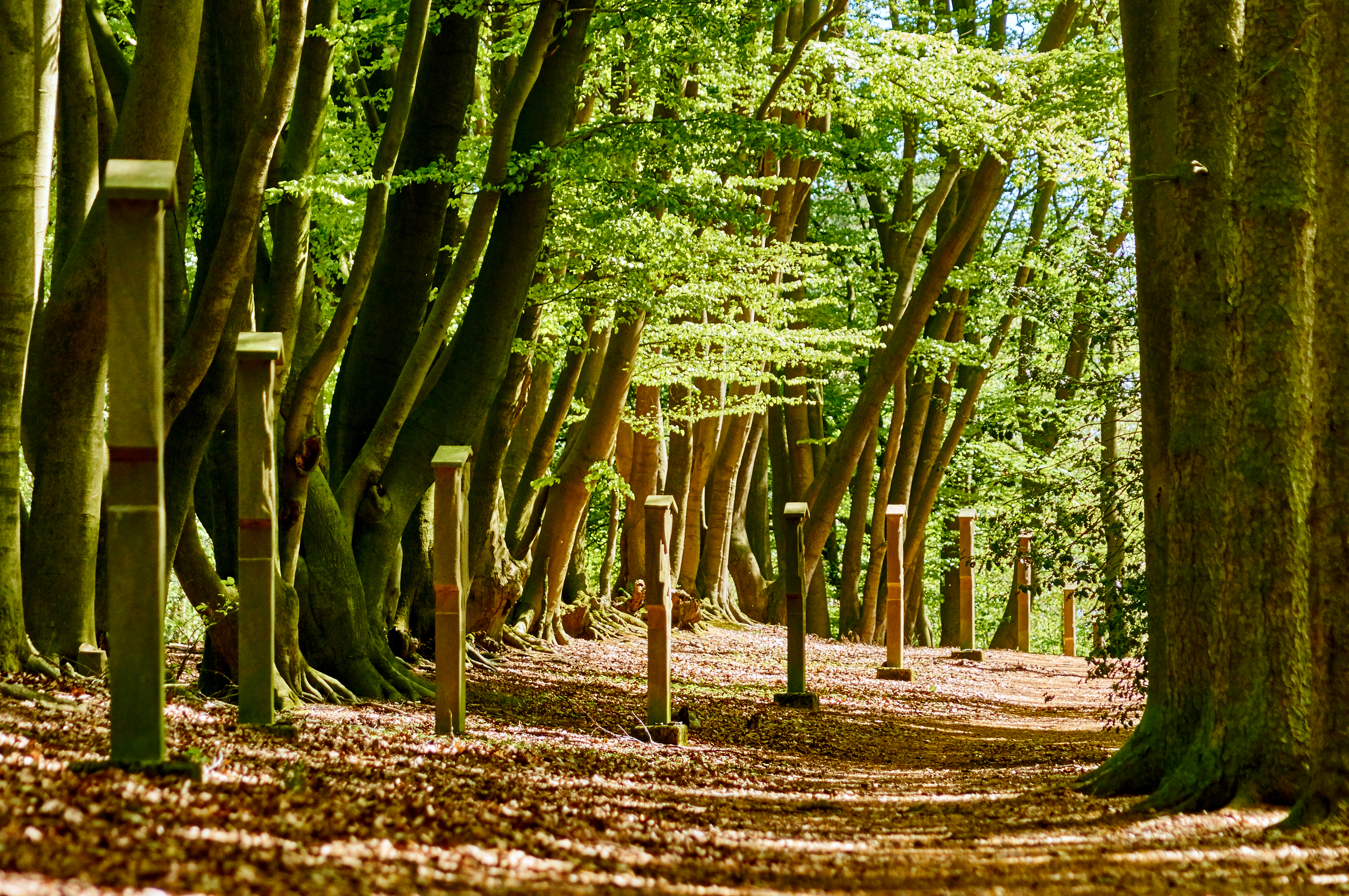
Bildstöcke in Reih und Glied
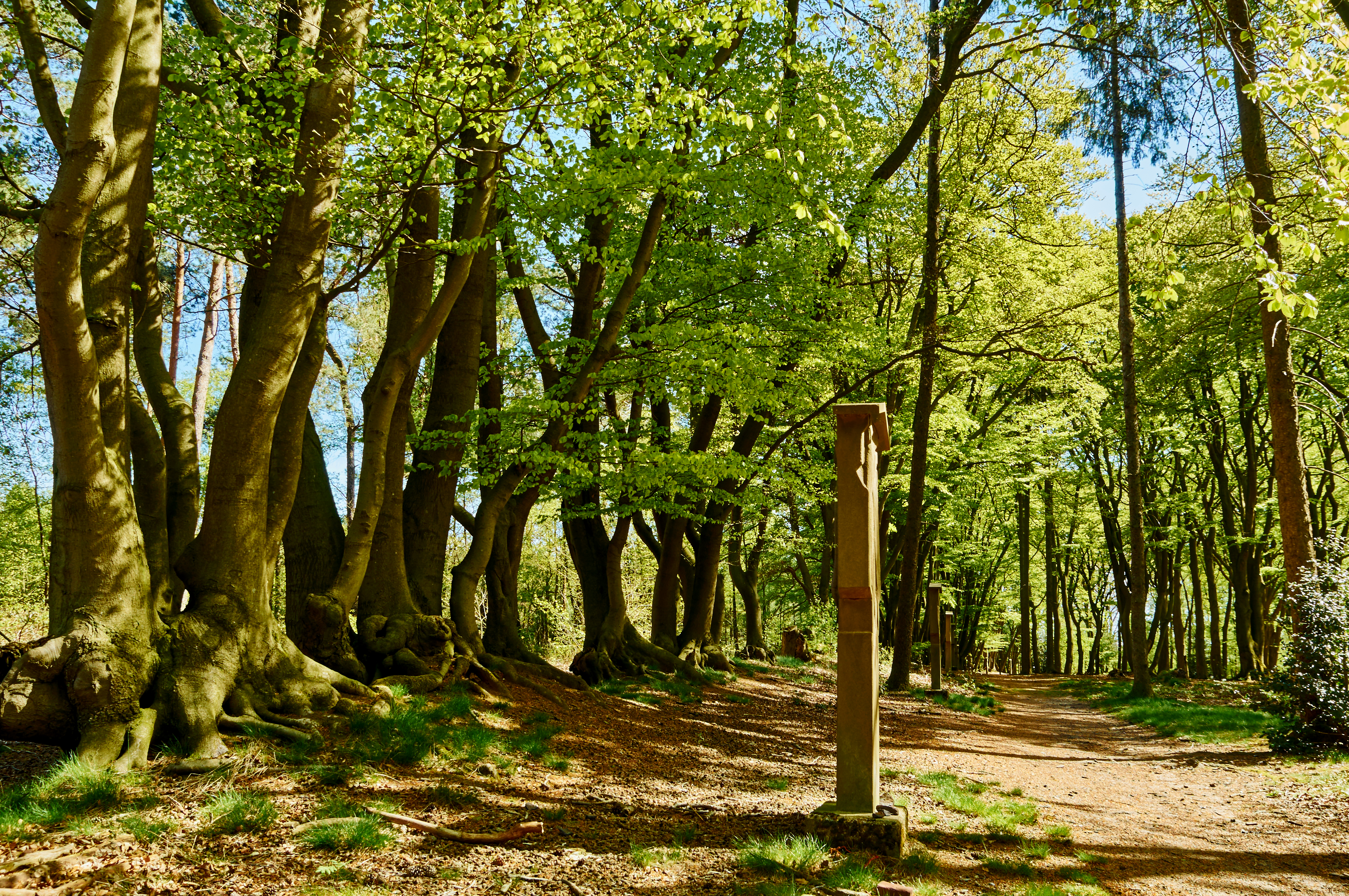
Durchgewachsene Rotbuchenhecke entlang der Kreuzwegstationen